# Хидоятов, Абрар
Аброр (Аброр) Хидоя́тов (узб. Abror Hidoyatov; 1900—1958) — советский, узбекский актёр театра и кино, певец. Народный артист СССР (1945). 

## Биография
Родился 14 августа 1900 года (по другим источникам — 31 декабря) в махалле Дегрез в Ташкенте.
В десять лет научился играть на дутаре и вскоре стал певцом. 
На сцене с 1918 года, работал в театральной труппе «Туран», возглавляемой М. Уйгуром (с 1919 — Труппа им. К. Маркса, с 1920 — Образцовая краевая драматическая труппа).
В 1927 году окончил Узбекскую государственную драматическую студию при Узбекском доме просвещения (позже Узбекский институт просвещения им. И. В. Сталина) в Москве, где учился у Р. Симонова, Л. Свердлина, И. Толчанова. Выпускники этой студии составили основу Узбекского театра драмы им. Хамзы.
С 1927 года и до конца жизни — актёр Центральной государственной образцовой узбекской труппы в Самарканде (с 1929 — Государственный узбекский театр драмы им. Хамзы в Ташкенте, с 2001 — Узбекский национальный академический драматический театр). Сыграл более 70 ролей.
Воплотил на сцене лучшие образцы русского, европейского и узбекского драматического искусства. Искусство актёра отличалось яркой героико-романтической направленностью, трагическим темпераментом в сочетании с психологической глубиной. Обладал редким по красоте и богатству интонаций голосом, в совершенстве владел искусством монолога.
Будучи актёром драматического театра, исполнял на концертах народные песни и выступал в музыкальных драмах и комедиях. 
В 1936 году написал пьесу под названием «Аваз». 
Член ВКП(б) с 1922 года. 
Умер от инсульта 3 октября 1958 года в Ташкенте. Похоронен на Чигатайском мемориальном кладбище.

### Семья
- Жена — Сара Ишантураева (1911—1998), драматическая актриса. Народная артистка СССР (1951)[4].
- Сын — Гоги Хидоятов (1930—2015), историк, профессор, доктор исторических наук. Заслуженный деятель науки Республики Узбекистан[4].
- Сын — Тимур Хидоятов (1932-2024), профессор, доктор архитектурных наук, преподаватель различных дисциплин ТАСИ.

## Награды и звания
- Народный артист Узбекской ССР (1937)[5]
- Народный артист СССР (24.03.1945)[6]
- Сталинская премия второй степени (1949) — за исполнение главной роли в спектакле «Алишер Навои» Уйгуна и Султанова[7]
- Орден Ленина (24.03.1945)[8]
- Два ордена Трудового Красного Знамени (31.05.1937 — за выдающиеся заслуги в деле развития узбекского музыкального и танцевального искусства[9][10] и 16.01.1950)[11]
- Орден «За выдающиеся заслуги» (Узбекистан) (2000) — посмертно[12]
- 1 орден
- Медали.

## Роли  в театре
- 1921 — «Коварство и любовь» Ф. Шиллера — Вурм
- 1926 — «Ревизор» Н. В. Гоголя — Городничий
- 1928 — «Загмук» А. Г. Глебова — Зер Сибане
- 1929 — «Два коммуниста» К. Яшена — Арслан
- 1929 — «Мятеж» по Д. А. Фурманову — Кокумбай
- 1930 — «Человек с портфелем» А. М. Файко — Гранатов
- 1930 — «Вредители хлопка» У. Исмаилова — Аман
- 1931 — «История заговорила» 3. Саида и Н. С. Сафарова — Арипов
- 1932 — «Сожжем» К. Яшена — Сарымсак
- 1932 — «Маска сорвана» З. Р. Фатхуллина — Тоигбек
- 1934 — «Разгром» К. Яшена — Арслан
- 1934 — «Интервенция» Л. И. Славина — Бродский
- 1934 — «Мой друг» Н. Ф. Погодина — Гай
- 1935 — «Гамлет» У. Шекспира — Гамлет
- 1937 — «Любовь Яровая» К. А. Тренёва — Швандя
- 1939 — «Бай и батрак» Хамзы — Гафур
- 1941 — «Отелло» У. Шекспира — Отелло
- 1943 — «Муканна» Х. Алимджана — Муканна
- 1945 — «Алишер Навои» Уйгуна и И. А. Султанова — Алишер Навои
- «Скупой» Мольера — Гарпагон
- «Принцесса Турандот» К. Гоцци — Калафа
- «Овечий источник» Л. де Веги — Фрондосо
- «Халима» Г. Зафари — Негмат
- «Яркин-ой» Чулпана — Ахмад – батыр
- «Аршин мал алан» У. Гаджибекова — Аскер
- «Лейли и Меджнун» У. Гаджибекова — Меджнун
- «Ещё раз женюсь» Чулпана  — Насреддин
- «Эхо» В. Н. Билль-Белоцерковского — Боб
- «Рустам» У. Исмаилова — Рустам
- «Фархад и Ширин» Хуршида по  поэме А. Навои — Шапур
- «Джалаледдин» М. Шейхзаде — Тимур-Малик
- пьеса Х. Джавада — сатана

## Фильмография
- 1945 — Тахир и Зухра — Сардор

## Память
- В 1967 году вышел документальный фильм, посвященный жизни и деятельности актёра (режиссёр Bobo Xoʻjayev).
- В Ташкенте именем А. Хидоятова назван Государственный драматический театр (Abror Hidoyatov nomidagi o`zbek davlat drama teatri) (1991) и одна из улиц (1986).